# Agathyrsové

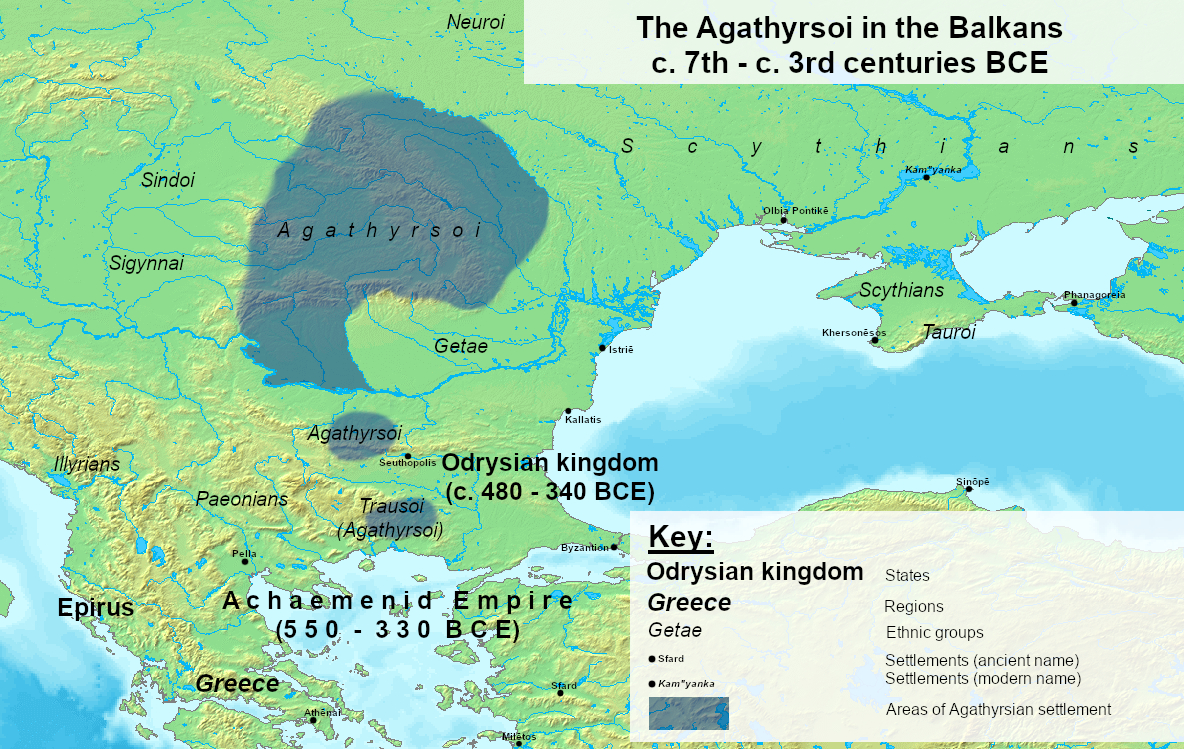
Balkánské území Agathyrsů

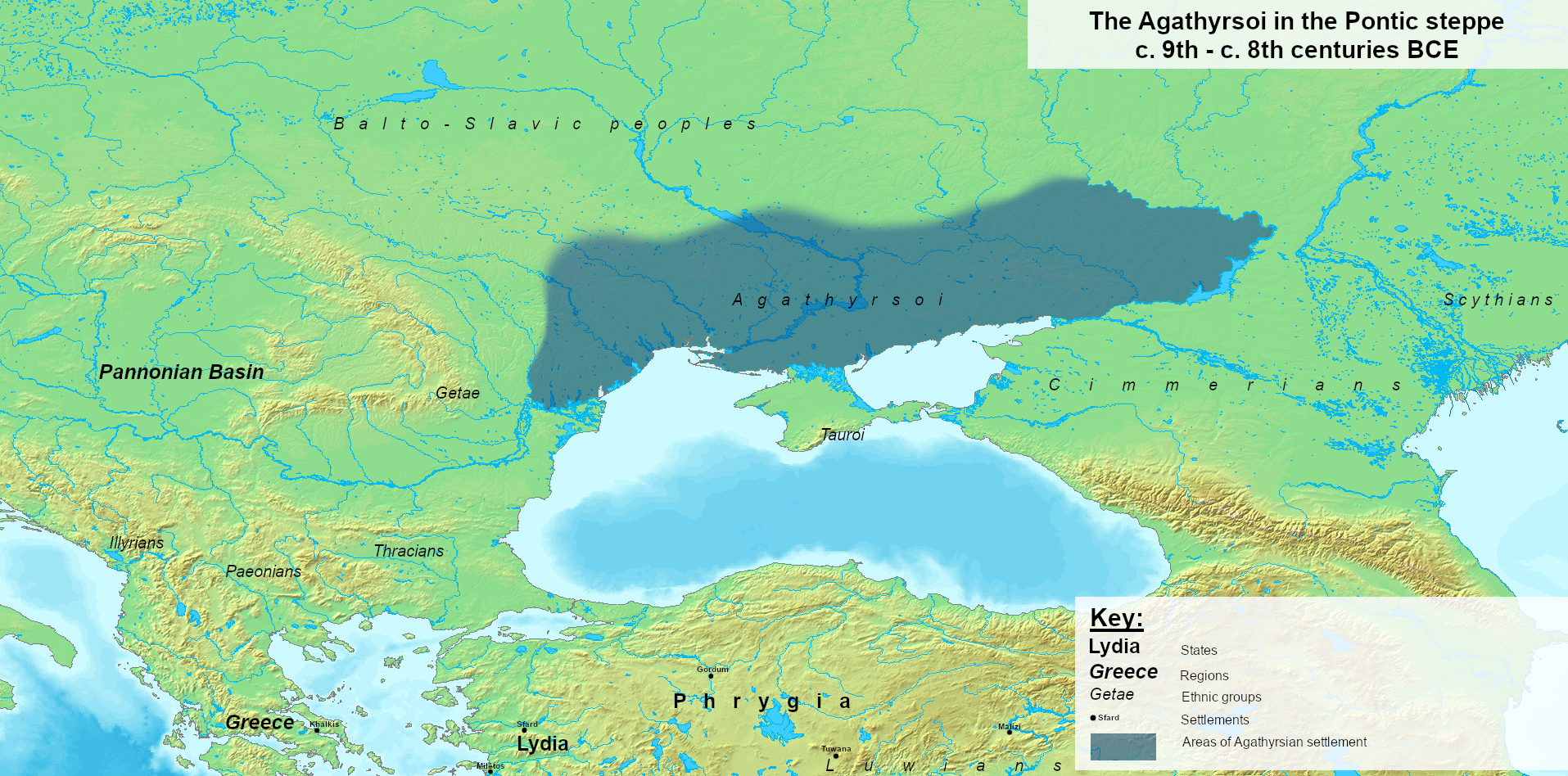
Staré osídlení Pontsko-kaspické stepi

Agathyrsové (starořecky Ἀγάθυρσοι, Agathursoi) byl starověký skytský národ kočovníků, kteří v 7. až 3. století př. n. l. obývali území dnešních východoevropských států Rumunska a Moldavska. Do těchto oblastí přišli z Pontsko-kaspické stepi, kde žili století předtím. Později byli nahrazeni Skyty.